# جودي بريت
جودي بريت (بالإنجليزية: Jodie Brett) هي لاعبة كرة قدم بريطانية، ولدت في 9 مارس 1996 في بورتسموث في المملكة المتحدة. شاركت مع منتخب إنجلترا تحت 19 سنة للسيدات لكرة القدم. أما مع النوادي، فقد لعبت مع نادي تشيلسي لكرة القدم للسيدات.

## وصلات خارجية
- جودي بريت على موقع الاتحاد الأوربي (الإنجليزية)
- جودي بريت على موقع قاعدة بيانات كرة القدم.إي يو (الإنجليزية)
- جودي بريت على موقع Soccerway.com (الإنجليزية)
- جودي بريت على موقع IMDb (الإنجليزية)